# 訛轉
訛轉是一種語言的誤用。以修辭法而言，係明顯打破語言通同規範的手法（通常為蓄意）。另見飛白。英語catachresis源自希臘語，意思是「不當使用詞彙」。
訛轉常用於情緒激動或喪心病狂的寫照，尤其顯見於巴洛克文學及达达主义、超现实主义者文學。
例如：
- they were severely decimated.（他們被嚴重地大量殺害）

該文本來應該是「devastated（被蹂躪）」的地方誤用了「decimated」（銜接的動詞和副詞不匹配）。

## 範例
- 對詞義的曲解或過度延伸。

心心相印：佛教中「心印」原指佛心印，今日「心心相印」一詞只是套用「心印」二字，誤解釋義為男女情意相投、心靈彼此感通。
- 語音轉置後改用不同意義的字取代。常見於不同語言、族群所用的區域地名。

踹共：出自閩南語「出來講」，台羅拼音 tshut-lâi kóng 或 tshuài kóng，出來面對、出來講的意思，被改用異於原意的漢字表示後並成為台灣流行用語。不解其意的人有可能誤會為踹倒共產黨。
- 和字詞通常詞義徹底不同的使用。

'Tis deepest winter in Lord Timon's purse（泰門勳爵的荷包，內值寒冬） - 莎士比亞《雅典的泰門》
- 使用來表示某事物的非實際名稱，但並非訛轉。

a table's leg（桌子的腳。table是非生物，通常不用's，而用of） - 現在已經通用。
- 跳脫文脈的用詞。

Can't you hear that? Are you blind?（你聽不到那個聲音嗎？你是瞎了嗎？）
- 悖論或矛盾。

Darkness visible（看得見的黑暗） - 约翰·弥尔顿《失樂園》
- 創造不合邏輯的混合隱喻。

## 關聯項目
- 修辭法
- 修辞学
- 雙言巧語
- 誤用
- 範疇錯誤（category mistake）

## 外部連結
- Audio illustrations of catachresis （页面存档备份，存于）